# Lycianthes dejecta
Lycianthes dejecta là loài thực vật có hoa trong họ Cà. Loài này được (Fernald) Bitter mô tả khoa học đầu tiên năm 1919.